# Condition des femmes en république démocratique du Congo
La condition des femmes en république démocratique du Congo est doublement affectée par le faible niveau de développement du pays et par la persistance de fortes inégalités avec les hommes. Même si le régime de Mobutu a souligné le rôle important des femmes dans la société, et bien qu'elles jouissent de certains droits légaux (par exemple, le droit de posséder des biens et le droit de participer aux secteurs économiques et politiques), les contraintes coutumières et juridiques et l'absence de réelle volonté politique limitent encore leurs activités et leurs opportunités.
La condition féminine congolaise a toujours été – et est encore aujourd’hui – multiple, avec de fortes différences dès le système social autochtone, aussi bien entre ethnies qu'en fonction de leur statut ou de leur âge. Ces différences s'articulent avec deux constantes : la prééminence de l'homme sur la femme et une vision complémentaire de leur rôle aboutissant à une forte ségrégation du travail Le statut des femmes africaines dans les zones urbaines à l’époque coloniale était peu élevé. Les femmes adultes étaient des citadines légitimes si elles étaient épouses, veuves ou âgées. Dans le cas contraire, elles étaient présumées être des femmes libres et étaient imposées comme des prostituées rémunérées, qu'elles le soient ou non. De 1939 à 1943, plus de 30 % des femmes congolaises adultes de Stanleyville (aujourd'hui Kisangani) étaient ainsi enregistrées. Les impôts qu'elles payaient constituaient la deuxième source de recettes fiscales en importance pour la ville.
En 2024 encore, les conditions de vie des femmes sont notablement affectées par les épisodes de guerre et conflits armés touchant le pays, ajoutant violences sexuelles à la paupérisation générale, dans l'un des pays les plus pauvres du monde.

## Grands indicateurs statistiques
Les femmes représentent 51 % de la population, soit  50 millions de personnes.
Selon le Global Gender Gap Report 2023, la RDC est située dans les trois derniers pays de l'Afrique subsaharienne en termes de parité, aux côtés du Mali et du Tchad, avec un score inférieur à 62 %. Sur le plan mondial, son IGG ('indice mondial de l'écart entre les genres) de 0,612 le situe au 140e rang mondial sur un classement recensant 146 pays, les autres pays faisant pire étant, outre les deux cités, l'Afghanistan, l'Algérie, l'Iran et le Pakistan. Dans le détail des composants de l'index, le pays fait mieux pour la participation et les opportunités économiques (83e), la santé (43e), l'autonomisation politique (116e).

## Économie et société
Selon l'ONU en 1997 « Il existait des tabous alimentaires qui empêchaient les femmes de manger certains aliments (généralement les plus désirables) car « elles ne sont pas les égales des hommes ». Ces tabous semblent toutefois perdurer puisqu'on trouve encore en 2019 un article signé par un médecin titré  Any food that can be eaten by a man can also be eaten by a woman  (« Toute nourriture qu'un homme peut consommer peut aussi être consommée par une femme »). Les femmes ne peuvent pas manger en présence d'autres hommes et n'ont souvent droit qu'aux restes de leur mari.

### Emploi auXXesiècle

#### Femmes urbaines

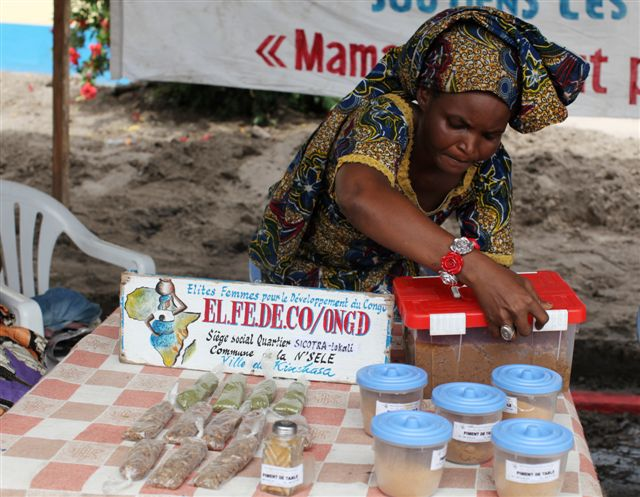
Femme tenant son stand, en 2012.

Les opportunités d’emplois salariés et de postes professionnels sont restées rares après l’indépendance, et les femmes qui participaient par nécessité très activement à la production d'autosubsistance ont même été exclues de la production moderne. Par exemple, à Kisangani, il n’y avait aucune femme dans le domaine du droit, de la médecine ou du gouvernement en 1979, dix-neuf ans après l’indépendance. De plus, les possibilités d'éducation des filles restent limitées par rapport à celles des garçons.
Dans les années 1990, les femmes ont fait des progrès dans le monde professionnel et un nombre croissant de femmes travaillent désormais dans les professions libérales, dans la fonction publique, dans l’armée et dans les universités. Mais elles restent sous-représentées dans la main-d’œuvre formelle, en particulier dans les emplois de niveau supérieur, et gagnent généralement moins que leurs homologues masculins occupant le même emploi.
De plus, certaines lois stipulent clairement que les femmes sont légalement soumises aux hommes. Une femme mariée doit avoir l'autorisation de son mari pour ouvrir un compte bancaire, accepter un emploi, obtenir une licence commerciale ou louer ou vendre un bien immobilier. L'article 45 du code civil précise que le mari a des droits sur les biens de sa femme, même si leur contrat de mariage stipule que chacun des époux possède séparément ses propres biens. Les femmes doivent obtenir l’approbation de leur mari avant de recevoir une quelconque offre d’emploi.
Pour s'adapter à cette situation, les femmes urbaines ont exploité les opportunités commerciales de l'économie informelle, hors du contrôle des hommes. Elles mènent généralement leurs activités sans comptes bancaires, sans registres comptables et sans déclarer l’ensemble de leurs activités. Une étude de l'anthropologue Janet MacGaffey sur les entreprises de Kisangani a montré que 28 pour cent des propriétaires de grandes entreprises de la ville qui ne sont pas liées à un réseau politique étaient des femmes ; ces femmes se sont spécialisées dans la distribution à longue distance et dans le commerce de détail et de demi- gros. Environ 21 pour cent des magasins de détail dans les zones commerciales et administratives de la ville étaient occupés par des femmes, et les femmes dominaient le marché commerçant en 1993.

#### Femmes rurales

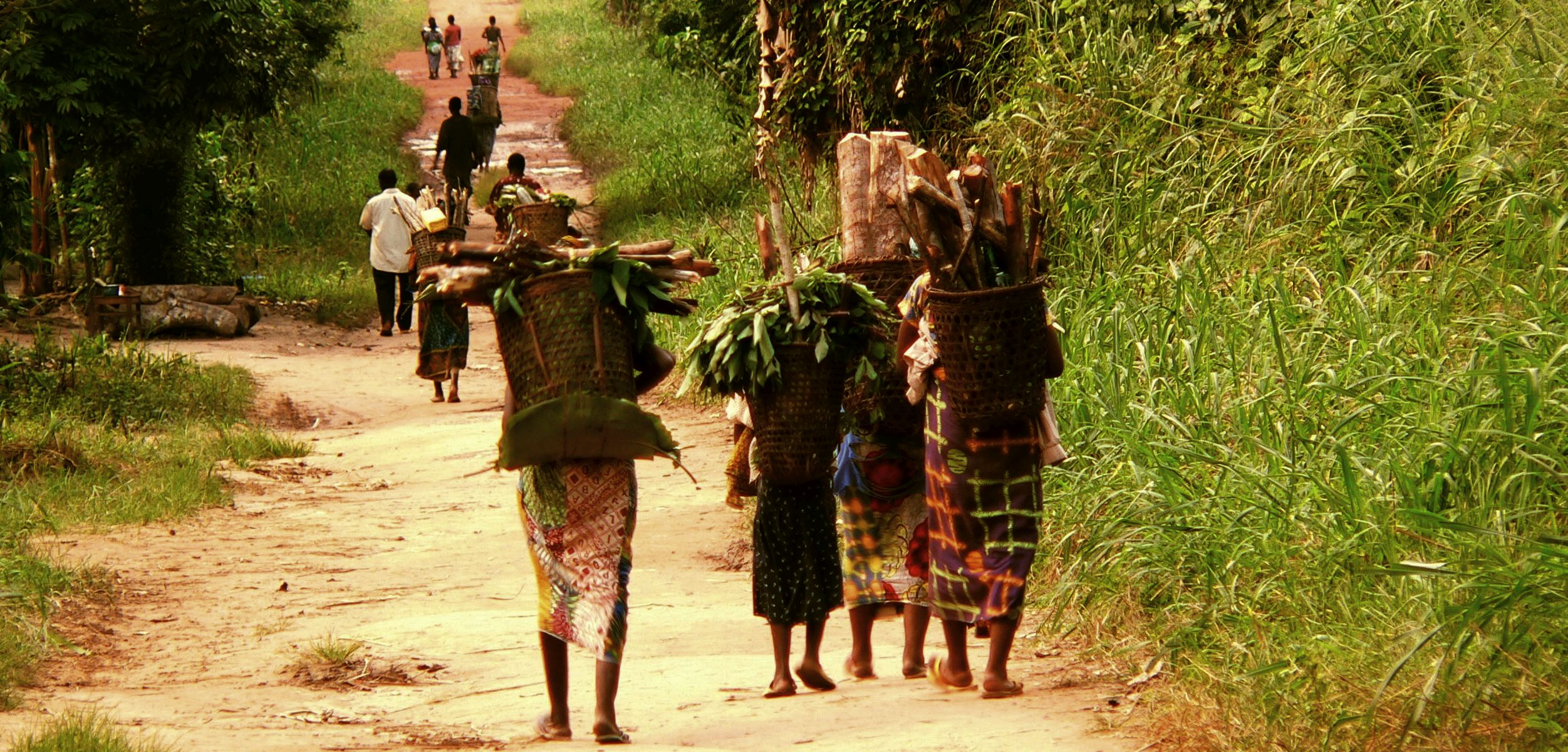
Femmes revenant de leurs potagers avec du manioc et du bois de chauffage.

Les femmes rurales trouvent moins de stratégies de ce type disponibles. Aux prises avec l'essentiel des travaux agricoles, à savoir la collecte du bois de chauffage, le transport de l'eau et la garde des enfants, elles ont généralement vu leur charge de travail augmenter à mesure que l'économie se détériorait. Dans les hautes terres de l'est de la RDC, les conditions sont devenues particulièrement difficiles. L'État a encouragé l'expansion de la superficie des cultures de rente destinées à l'exportation, en particulier du café et de la quinine, et a réduit la quantité et la qualité des terres disponibles pour la production vivrière des ménages paysans.
Les plantations appartenant aux nouvelles élites commerciales et politiques se sont de plus en plus étendues sur les terres communales, remplaçant les cultures vivrières existantes par des cultures de rente. Au sein des ménages paysans, le contrôle exercé par les hommes sur l'attribution des terres familiales destinées à l'exportation et aux cultures vivrières a conduit à une plus grande utilisation des terres pour les cultures d'exportation et à une diminution de l'accès des femmes à la terre et aux cultures vivrières.
Même lorsque les producteurs masculins se tournent vers les cultures vivrières, le ménage n’en tire pas nécessairement profit sur le plan nutritionnel. Les aliments nécessaires à la consommation des ménages sont fréquemment vendus contre de l’argent liquide, afin de payer les besoins quotidiens, les vêtements, les frais de scolarité, les taxes, etc. Des cultures vivrières plus chères et de qualité nutritionnelle supérieure, comme le sorgho, sont fréquemment vendues par des producteurs qui consomment uniquement des cultures vivrières moins chères et moins nutritives, comme le manioc. Il en résulte une malnutrition généralisée parmi les enfants.
Parmi les groupes où les femmes ont plus de pouvoir, la situation est moins grave. Chez les Lemba, par exemple, les femmes ont non seulement davantage leur mot à dire dans la détermination de ce qui est cultivé, mais aussi de ce qui est consommé. Dans un pays où la tendance la plus répandue est que les hommes reçoivent en premier la meilleure nourriture, le reste allant aux femmes et aux enfants, les femmes Lemba réservent traditionnellement des aliments et des sauces de choix pour leur propre consommation et celle de leurs enfants avant de nourrir les hommes. Leur état nutritionnel et celui de leurs enfants sont en conséquence meilleurs.
Les femmes rurales ont sans doute supporté le plus gros des attaques de l’État. Dans certains cas, les femmes se sont regroupées pour résister aux hausses des péages et des taxes qui leur sont imposées. La politologue Katharine Newbury a étudié un groupe de femmes Tembo productrices de manioc et d'arachides à l'ouest du Lac Kivu, qui ont protesté avec succès contre les taxes collectives excessives et les taxes de marché qui leur étaient imposées lorsqu'elles se rendaient au marché. Le chef local était hostile à leur mouvement de protestation. Mais une église catholique locale amie, qui a fourni une salle de réunion et une aide pour la rédaction de lettres, a été utile, tout comme l'homogénéité ethnique du groupe. Même si elles n'ont pas pu nommer une femme à la tête du conseil local, elles ont réussi à voter pour des hommes favorables à leur position. Les conseillers nouvellement élus se sont alors empressés de suspendre les impôts et les péages.

### Emploi auXXIesiècle
Le taux d'emploi des femmes est relativement stable sur la période 1991-2021, il est compris entre 50 et 53 %. Seules 12 % des femmes sont salariées. En 2021, la répartition de l'emploi par secteur économique est de 38 % dans l'agriculture, de 21 % dans l'industrie, et de 42 % dans les services. La division sexuelle du travail y est très marquée, mais pourrait être diminuée en partie grâce à une information plus systématique sur les meilleurs salaires procurés par les métiers « masculins », près de 30 % des femmes étant prêtes à postuler à ce type de travail dès lors qu'elles sont informées sur les montants des salaires.

### Participation à la vie politique
La participation des Congolaises aux instances politiques est faible encore en 2024, y compris par comparaison avec les pays voisins, et leur représentation connaît plutôt une régression.
Pour lutter contre cet état de fait, plusieurs femmes, dont en premier lieu Annie Matundu, proposent d'axer leurs efforts sur le respect de la Résolution 1325 du conseil de sécurité de l'ONU, qui prône la participation des femmes au processus de paix, à leur protection et leur implication à la résolution des conflits.

## Santé
L'espérance de vie à la naissance des femmes est de 62 ans en 2021, en très légère régression depuis deux ans. Les femmes ont en moyenne 6,4 enfants en 2023. Ce taux de fécondité est conforme à celui espéré par les femmes (6 enfants) et les hommes (7 enfants), mais conjugué à une diminution de la mortalité infantile— qui reste toutefois élevé, avec 87 décès pour 10 000 naissances vivantes à comparer aux 40/10 000 de moyenne mondiale — et à une espérance de vie générale en augmentation  — 62 ans  — il participe à un accroissement démographique élevé. Outre les composantes culturelles, ce nombre élevé d'enfants par femme voit ses sources dans un faible recours à la contraception (7 % en 2018), un nombre de grossesses précoces élevé et une absence de politique démographique.
Le taux de mortalité maternelle est élevé, car l’accès aux soins de santé maternelle est limité. Il est de 846 pour 100 000 naissances vivantes en 2014. et de 547 pour 100 000 en 2018. Dans les années 1990, une femme ne peut utiliser des contraceptifs qu'avec la permission de son mari, ce qui la rend incapable de se préserver du SIDA de sa part.
Les femmes sont touchées de manière disproportionnée par le VIH en RDC : sur les 390 000 adultes infectés par le VIH, 71,79 % sont des femmes. Le taux de nouvelles infections au VIH chez les femmes âgées de 15 à 24 ans était quatre fois plus élevé en 2017 que celui des hommes du même groupe démographique. Les femmes sont également moins susceptibles d’avoir accès au traitement que les hommes. 98 % des hommes adultes vivant avec le VIH suivent un traitement, contre 74 % des femmes adultes,. Le  taux de prévalence en 2017 est de 1,6 % pour les femmes en âge de procréer, contre 0.6 % pour les hommes. Il tombe à 0.8 % en 2022 (contre 0.4 % pour les hommes).
En vertu du code pénal de la République démocratique du Congo (RDC), l'avortement était interdit jusqu'en 2018, mais il est généralement admis qu'un avortement peut être pratiqué pour sauver la vie d'une femme. Cependant, l’accès à l’avortement sécurisé en RDC est extrêmement limité et les femmes ont rarement accès à des procédures médicales fiables. La RDC est signataire du Protocole de Maputo qui ordonne aux États de légaliser l'avortement dans les cas où la santé physique et mentale d'une femme est menacée ou en cas de viol, d'inceste et d'anomalie fœtale. Le gouvernement congolais a ratifié le Protocole de Maputo en mars 2018, ce qui, en raison de la nature du système juridique du pays, a élargi les catégories d'avortement légal conformément au Protocole. Toutefois, cette disposition, bien qu'applicable, n'est pas transcrite dans la loi nationale, et reste ignorée par une partie des intervenants susceptibles de l'appliquer. D'autre part, les médicaments nécessaires ne sont pas toujours disponibles.

## Problèmes sociaux

### Viols et autres violences sexuelles
La situation de guerre a rendu la vie des femmes plus précaire. La violence contre les femmes semble être perçue comme normale par de larges pans de la société. En juillet 2007, le Comité international de la Croix-Rouge s'est dit préoccupé par la situation dans l'est de la RDC, mais l'utilisation du viol comme arme de guerre perdure depuis 1996. En 2023, les viols restent généralisés dans les zones de conflit. Dans l'est du pays, ils sont dus aussi bien dus au M23 qu'aux autres milices et aux forces armées officielles, et pour un quart aux simples civils, dont, mais pas exclusivement, des anciens enfants soldats devenus des bourreaux en puissance. Dans le reste du pays, où les viols par des civils sont courants, ils peuvent aussi bien avoir lieu lors d'activités quotidiennes (aller aux champs, sortir pour chercher de l'eau) qu'au sein de la famille. 
Un phénomène de « déplacement pendulaire » s'est développé, au cours duquel les gens se précipitent la nuit pour se mettre en sécurité. Selon Yakin Ertürk, rapporteur spécial des Nations unies sur la violence contre les femmes, qui a effectué une tournée dans l'est du Congo en juillet 2007, la violence contre les femmes au Nord et au Sud-Kivu comprenait une « brutalité inimaginable ». « Les groupes armés attaquent les communautés locales, pillent, violent, kidnappent des femmes et des enfants et les font travailler comme esclaves sexuels », a déclaré Ertürk. Une initiative locale menée par des femmes de Bukavu vise à permettre aux femmes de se remettre de la violence en s'appuyant sur leur autonomisation.

### Mutilations génitales féminines
Outre les viols de guerre dans les guerres civiles du Congo, il existe d'autres menaces sérieuses pour le bien-être physique des femmes en République démocratique du Congo. Les mutilations génitales féminines (MGF), bien que peu répandues, existent parmi certaines populations du nord de la RDC. La prévalence des MGF est estimée à environ 5 % des femmes en RDC. Les MGF sont désormais illégales : la loi prévoit une peine de deux à cinq ans de prison et une amende de 200 000 francs congolais à toute personne qui violerait « l'intégrité physique ou fonctionnelle » des organes génitaux, .

### Mariage des enfants
La République démocratique du Congo était classée au dix-huitième rang mondial pour le taux de mariage des enfants en 2017 ; elle a amélioré ce résultat passant au delà de la vingtième place en 2021. En nombre absolu, elle est à la neuvième place mondiale, avec 1 390 000 enfants concernés. En 2017, 37 % des filles étaient mariées avant l'âge de dix-huit ans, et 10 % des filles avant l'âge de quinze ans. Ces chiffres se sont améliorés en 2021, passant respectivement à 29% et 8 %. Même si le mariage des enfants est répandu en RDC, il est illégal. L'âge légal du mariage est de dix-huit ans, il était il y a encore peu de 15 ans pour les filles. Il existe de nombreuses lois et accords internationaux qui interdisent cette pratique. Cependant, la RDC est l'un des sept pays de l'Union africaine à avoir signé mais non ratifié la Charte africaine des droits et du bien-être de l'enfant (CABEBE), qui interdit explicitement le mariage des enfants.
Les parents forcent parfois leurs filles à se marier alors qu'elles sont encore des enfants pour obtenir des avantages financiers ou sociaux. C'est en particulier vrai en cas de grossesse due à des relations sexuelles consenties ou à un viol, le prix de la dot venant renforcer le souhait de voir l'éducation de l'enfant à venir pris en charge par d'autres. Cependant, les mariages d'enfants ont des conséquences néfastes, car les filles mariées connaissent de moins bons résultats en matière de santé, des niveaux d'éducation inférieurs, des taux de violence plus élevés et des conséquences psychologiques,.

### Traite des êtres humains
La RDC est un pays d'origine et de destination pour les hommes, les femmes et les enfants soumis à la traite des personnes, en particulier pour le travail forcé et la prostitution forcée. La majorité de ce trafic est interne, et une grande partie est perpétrée par des groupes armés et des forces gouvernementales échappant au contrôle gouvernemental dans les provinces instables de l'est de la RDC.

### Prostitution
L’insécurité alimentaire et l’extrême pauvreté sont désormais les principales raisons pour lesquelles les femmes en RDC se prostituent. Les commerçants constituent la majorité des clients, aux côtés des fonctionnaires travaillant pour des ONG nationales et internationales. De nombreuses travailleuses du sexe gagnent entre 2 et 5 dollars et le paiement est parfois effectué sous forme de nourriture ou d'autres biens. Les prostituées travaillant dans les bars et les boîtes de nuit reçoivent entre 10 et 20 dollars en 2017 et sont connues sous le nom de « Londoniennes » car elles s'habillent comme des filles britanniques lors d'une sortie du samedi soir. La « prostitution VIP » opère depuis les hôtels et les travailleuses du sexe gagnent entre 50 et 100 dollars,. De nombreuses prostituées congolaises viennent de l'étranger ou sont des enfants sans abri accusées de sorcellerie, les « shegué »,.
La prostitution se développe aussi dans les camps de réfugiés tels que celui de Goma, où elle est quelquefois perçue comme l'unique moyen de survie face au risque de viol touchant celles qui s'aventureraient à l'extérieur pour tenter de trouver du bois ou de la nourriture.

## Aspects législatifs
Les Congolaises ont obtenu le droit de vote en 1967 et sont éligibles depuis 1970.
La Loi du 1er août 2015 sur l'équité de genre et la parité inscrit dans la Constitution de 2006  les principes d’égalité de droits, de chance et de sexe.Le texte de loi rappelle que la RDC a ratifié plusieurs instruments internationaux, à savoir la Déclaration universelle des droits de l’homme, le Protocole à la Charte africaine des droits de l’homme et des peuples relatifs aux droits des femmes, la Convention des Nations-Unies sur les Droits de l’Enfant, la Convention sur l’élimination de toutes les discriminations à l’endroit de la femme, le Protocole d’accord de la SADC sur le genre et le développement et la Résolution 1325 des Nations-Unies.

## Mouvements féminins et féministes

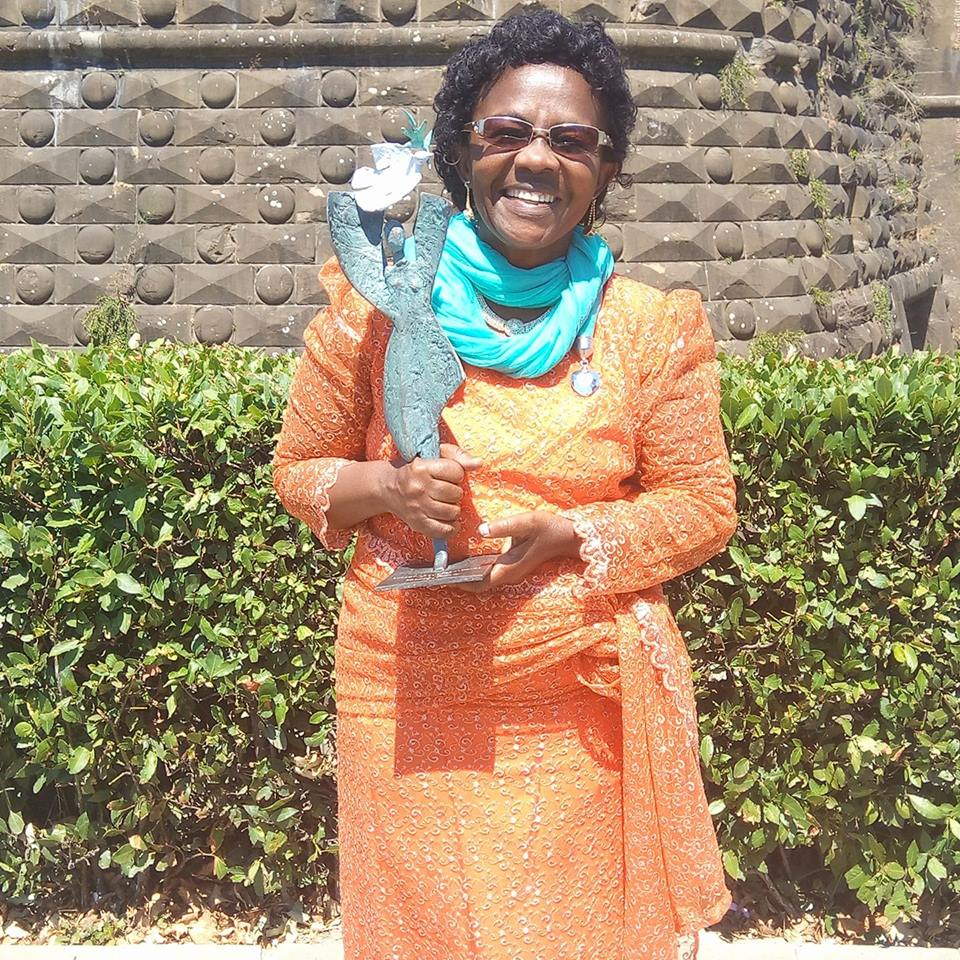
Katana Gégé Bukuru, militante féministe.

La notion de féminisme, qui est très négativement connotée au début des années 2010, se normalise et serait désormais comprise comme le simple fait de lutter pour l'égalité entre hommes et femmes.Toutefois, pour la chercheuse Dieu-merci Aksanti Cirhibuka, cette tendance perçue comme favorable à la vie démocratique cohabite avec une tendance opposée, qui voit dans le leadership féminin une menace contre l'ordre masculin dominant.
Sur le terrain des associations aident les femmes à prendre leur sort en mains, telles que celles fondées ou dirigées par Julienne Lusenge, le Fonds pour les Femmes congolaises (FFC) et l'ONG Solidarité féminine pour la paix et le développement intégral (SOFEPADI), qui dénonce l'usage du viol comme « arme de guerre ».
Sur le plan national, Julienne Lusange, qui a été nommée en 2023 coordinatrice adjointe du mécanisme national de suivi de l'Accord-cadre d'Addis Abeba, a mis en place avec d'autres organisations telles que le Réseau des femmes leaders africaines (AWLN_RDC), une plateforme des médiatrices congolaises, dénommée Synergie des femmes pour la paix et la sécurité (SFPS), afin de peser d'une voix unie dans les débats.